# سیارک ۱۲۳۷۰
سیارک ۱۲۳۷۰ (به انگلیسی: 12370 Kageyasu، نامگذاری:1994GB9) دوازده هزار و سیصد و هفتاد و یکمین سیارک کشف شده‌است که در ۱۱ آوریل ۱۹۹۴ کشف شد.
قدر مطلق سیارک برابر ۱۸.۶ است.